# جون ي. كامبل
جون ي. كامبل (بالإنجليزية: John Y. Campbell)‏ هو شخصية أعمال وأستاذ جامعي واقتصادي أمريكي، ولد في 17 مايو 1958 في لندن الكبرى في المملكة المتحدة.